# 千賀ノ浦喜三郎
千賀ノ浦 喜三郎（ちがのうら きさぶろう、生年不詳 - 1889年頃）は、越前国坂井郡（現福井県坂井市）出身で千賀ノ浦部屋、阿武松部屋に所属した大相撲力士。本名は武林 喜三郎（たけばやし きさぶろう、旧姓:番匠）。最高位は西前頭筆頭。先代からの遺弟子雷電震右エ門を大関まで育てる。大関大達の養父。

## 人物
幕内の少ない越前国出身。1858年11月には大関猪王山を倒し、1859年1月にはのちの横綱陣幕と引分。三役には昇進できなかったが幕内を7年務め、大関雲竜に1回勝利、2回引き分け、鬼面山にも勝利した。1866年3月引退。引退後は阿武松の弟子を引き受け大関雷電、高砂を育てた。高砂を後継者に考えていたが相撲会所を脱退してしまい、大達を養子分にしている。1888年1月に組長として番付にあり、1889年5月の連名には見えずその頃死去したとみられる。弟子は大達が二枚鑑札で継承した。

## 略歴
- 1847年3月 千賀ノ浦部屋（師匠:松ヶ枝庄吉）から初土俵を踏む。
- 1855年2月　幕下二段目10枚目。（十両格）
- 1858年11月 新入幕。
- 1863年7月 二枚鑑札で年寄千賀ノ浦を襲名。
- 1866年3月 引退。
- 1888年5月 廃業。

## 主な成績
- 幕内戦績:54勝43敗13分4預32休（16場所）

## 四股名変遷
- 三国川 喜三郎（みくにがわ きさぶろう）1847年3月場所 - 1854年11月場所?
- 松ヶ枝 喜三郎（まつがえ -）1855年2月場所? - 1862年11月場所
- 千賀ノ浦 喜三郎（ちがのうら -）1863年7月場所 - 1866年3月場所（年寄としては1888年5月）